# Centraal-Bikol
Centraal-Bikol of Centraal-Bicolano (Centraal-Bikol: Bikol Sentral; Engels: Central Bikol; Spaans: Bicolano central) is een van de 12 meest gesproken talen op de Filipijnen. Het is de moedertaal van 2,5 miljoen mensen uit de regio Bicol en kan daar, naast het Filipijns en het Engels, ook als officiële taal gebruikt worden.
Net als andere Filipijnse talen als Tagalog en Ilokano behoort Centraal-Bikol tot de Malayo-Polynesische talen uit de Austronesische taalfamilie. Tot die taalfamilie horen ook talen als het Maleis, Indonesisch en Javaans. Centraal-Bikol is een agglutinerende taal: door meerdere voor- en achtervoegsels te gebruiken kan met één woord worden gezegd waar andere talen een reeks afzonderlijke woorden gebruiken.
Het Centraal-Bikol is de meest gesproken taal binnen de familie van Bikoltalen met samen zo'n 4,6 miljoen sprekers. Omdat de regio Bikol door migratie vanaf verschillende kanten bevolkt raakte en sommige gebieden tamelijk geïsoleerd liggen, is er een veelheid van talen en dialecten ontstaan. De meeste bewoners kunnen het Centraal Bikol wel als voertaal gebruiken, ook als het niet hun moedertaal is.
Bij elkaar genomen waren de Bikoltalen bij de Philippijnse volkstelling van 2000 moedertaal van meer dan 700.000 gezinnen, samen 4,6 % van het totaal en daarmee de vijfde talengroep in grootte.
Dit artikel behandelt het Centraal-Bikol, dat zelf ook weer dialecten kent. Over de precieze indeling van de Bikoltalen en hun dialecten zijn niet alle taalkundigen het eens.
De site Ethnologue noemt als dialecten:
- Naga
- Partido
- Legazpi
- Daet[2][5]

Voor de komst van de Spanjaarden werd het Centraal-Bikol net als andere Filipijnse talen geschreven in het Baybayin, een abugida-alfabet dat verwant is aan het Oudjavaanse Kawischrift.
In de Ibalong, het mythologische gedicht over het ontstaan van Bicol wordt het bedenken van dit alfabet toegeschreven aan Surat, een naam die weer gelijk is aan het woord voor "schrijven" of "geschrift".
Het Bikol werd al vroeg door Spaanse geleerden bestudeerd. In 1739 publiceerde Andres de San Agustin een grammatica van het Bikol, Arte de la lengua bicol para la enseñanza de este idioma en in 1754 verscheen er ook een woordenboek, Vocabulario de la lengua Bicol.
In Nederlandse studies naar Maleise talen is het Bikol wel als vergelijkingsmateriaal gebruikt.